# Ifigenia in Aulide
Ifigenìa in Àulide (in greco antico: Ἰφιγένεια ἡ ἐν Αὐλίδι?, Iphighéneia he en Aulídi) è una tragedia di Euripide, scritta tra il 407 e il 406 a.C., nel periodo che l'autore passò alla corte di Archelao, re di Macedonia, dove morì. L'opera reca alcuni segni d'incompiutezza e non fu mai messa in scena dall'autore.
La prima rappresentazione avvenne nel 405 a.C. a opera del figlio (o nipote) dell'autore, chiamato anch'egli Euripide. La tragedia venne messa in scena nell'ambito di una trilogia che comprendeva anche Le Baccanti e Alcmeone a Corinto (oggi perduta), con cui l'autore ottenne una vittoria postuma alle Grandi Dionisie di quell'anno.

## Trama
La scena è ambientata nell'accampamento greco, in Aulide, sulla costa della Beozia, dove le navi dirette verso Troia sono bloccate a causa di una bonaccia. Nel prologo si racconta che l'indovino Calcante ha affermato che solo sacrificando alla dea Artemide una figlia di Agamennone, Ifigenia, i venti torneranno a spirare: egli, infatti, aveva offeso la dea e doveva rimediare per poter riprendere il viaggio. Ifigenia però non è con loro, è rimasta a casa, così Agamennone, persuaso da Odisseo, le scrive una lettera in cui le prospetta un matrimonio con Achille, chiedendole quindi di raggiungerli in Aulide. In seguito però, pentito di questo inganno, cerca di avvertire la figlia di non mettersi in viaggio, scrivendole un altro messaggio.
La seconda lettera viene intercettata da Menelao, che la toglie di mano al vecchio che la portava con sé, e rimprovera severamente Agamennone per il suo tentativo di tradimento. Arrivano quindi in Aulide Ifigenia e la madre Clitennestra, con il piccolo Oreste, per le nozze. A quel punto viene a galla la verità, sicché le due donne si ribellano furiosamente: Clitennestra biasimando aspramente il marito, Ifigenia chiedendo pietà con parole toccanti. Anche Achille, nello scoprire che il suo nome era stato usato per un atto tanto infame, minaccia vendetta. Ifigenia però, nel vedere l'importanza che la spedizione ricopre per tutti i greci, cambia atteggiamento e offre la propria vita, calmando la madre e respingendo l'aiuto di Achille. Al momento del sacrificio, però, la ragazza scompare ed al suo posto la dea Artemide invia una cerva, tra lo stupore e la felicità dei presenti, che in tal modo capiscono che la ragazza è stata salvata dagli dei ed ora dimora presso di loro. Il vento torna a spirare e la flotta può finalmente salpare verso Troia.

## Commento

### La prima parte: una commedia degli equivoci
L'opera si può fondamentalmente suddividere in due parti. La prima è basata su una sorta di commedia degli equivoci (già sperimentata da Euripide nell'Elena), in cui ognuno dei personaggi ha una diversa visione delle cose: Agamennone e Menelao sanno che deve essere fatto un sacrificio, Clitennestra ed Ifigenia credono invece che si tratti di un matrimonio, mentre Achille è all'oscuro di entrambe le cose. Questo crea una serie di malintesi (Ifigenia non sa spiegarsi come mai il padre nel vederla non appaia felice ma pianga, così come Clitennestra fatica a capire come mai Achille sia così disorientato quando lei gli parla di matrimonio), che però troveranno una loro drammatica chiarificazione poco oltre la metà dell'opera.

### La seconda parte: le lusinghe del potere
La seconda parte dell'opera è dedicata all'analisi della psicologia dei personaggi, i quali hanno tutti una caratteristica fondamentale: pur essendo alcuni tra i più grandi eroi della mitologia greca, essi appaiono impotenti ed incapaci di intervenire in maniera fattiva nella vicenda. Agamennone si dispera per l'imminente sacrificio della figlia, ma non sembra in grado di fare nulla per impedirlo, e lo stesso vale per Achille, più preoccupato di salvaguardare il proprio buon nome che la vita della ragazza. Il punto fondamentale è che tutti questi eroi cercano innanzitutto di mantenere il proprio potere: Agamennone non vuole rinunciare a comandare la spedizione verso Troia, né Menelao ed Achille vogliono rinunciare a parteciparvi. Di fronte alle lusinghe del potere ogni scrupolo etico scompare ed i personaggi si comportano da veri pusillanimi, accettando che una ragazza innocente dia la propria vita per i loro interessi. In questo senso, Ifigenia, che accetta di morire quando vede quanto importante è per tutti la spedizione, compie un atto di grande generosità, qualificandosi come l'unico personaggio dall'animo nobile di tutta la tragedia. L'Ifigenia in Aulide è dunque un'opera che smaschera i meccanismi del potere, mostrando fino a quali bassezze è possibile arrivare pur di ottenerlo ed esercitarlo.

### Il personaggio di Ifigenia
Il personaggio di Ifigenia nell'opera è caratterizzato da un repentino cambiamento nel comportamento, passando nel breve volgere di pochi versi da ragazzina terrorizzata per il sacrificio, a persona che sceglie consapevolmente di morire. Tale mutamento, a partire da Aristotele, è stato spesso giudicato troppo improvviso e di conseguenza non realistico, ma vale a mettere in luce con ancora maggiore evidenza la nobiltà ed il coraggio della ragazza, a fronte della vile impotenza degli eroi che comandano la spedizione verso Troia.

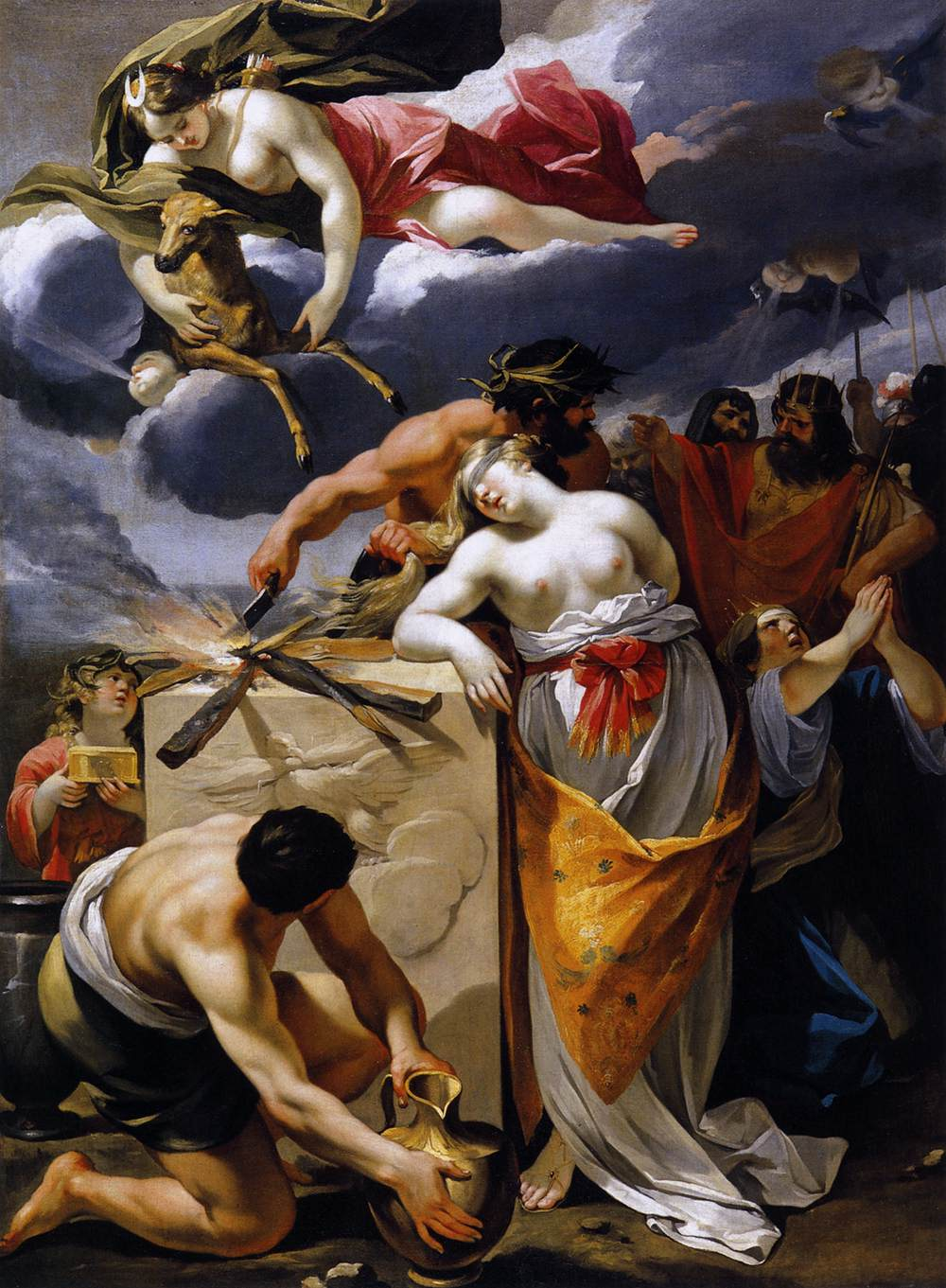
Il sacrificio di Ifigenia (1632-1633) di François Perrier (Museo delle belle arti di Digione).

### L'incompiutezza dell'opera
Nonostante l'Ifigenia in Aulide non contenga lacune particolarmente ampie, e sia quindi da considerarsi un'opera drammaturgicamente completa, essa reca alcuni segni di incompiutezza. Si ritiene che la morte dell'autore abbia impedito la revisione (o addirittura il completamento) dell'opera, favorendo quindi nel tempo modifiche e interpolazioni varie al testo euripideo. Due, in particolare, sono i punti più problematici:
- Il prologo (vv. 1-163), composto di tre sezioni, di cui quella centrale (vv. 49-114) sicuramente non scritta da Euripide.
- Il finale (vv. 1578-1629), anch'esso non euripideo, trasmessoci in “condizioni disperate” (Albin Lesky). Le anomalie metriche e lessicali fanno supporre che esso sia di origine bizantina, mentre sappiamo ben poco del finale originale. In un'opera dello scrittore Claudio Eliano vengono citati tre versi in cui Artemide ex machina promette a Clitennestra di sostituire Ifigenia con una cerva.[8] Si ritiene dunque che Euripide avesse previsto l'apparizione della dea anziché il finale che conosciamo.

## Adattamenti cinematografici
- Ifigenia (1977) di Michael Cacoyannis
- Il sacrificio del cervo sacro (2017) di Yorgos Lanthimos